# Delta Force: Xtreme 2
Delta Force: Xtreme 2 — тактический шутер от первого лица, разработанный компанией NovaLogic на модифицированном движке Black Hawk Engine, на сегодняшний день является последней игрой серии Delta Force. Игра продавалась при помощи сервисов цифровой дистрибуции силами самой компании. После покупки франшизы распространением занимается THQ Nordic.

## Сюжет
В роли бойца спецподразделения Дельта игроку предстоит поучаствовать в ряде военных операций в Лаосе и Узбекистане. Всего в игре 2 кампании, которые состоят всего из 10 одиночных миссий, Сюжет кампании в Узбекистане строится вокруг нейтрализации террористов, что угрожают миру химическим оружием, а в кампании в Лаосе необходимо уничтожить картель контрабандистов. В отличие от предыдущей игры серии, DF:Xtreme 2 не является ремейком.

## Геймплей
Как и Delta Force: Xtreme, игра уходит от линейно-коридорного игрового процесса Black Hawk Down к классическому для серии открытому миру и свободному подходу к выполнению заданий. В каждой миссии игроку дается ряд задач, которые должны быть выполнены для успешного завершения миссии, способ же выполнения этих задач остается на выбор игрока, что зачастую подразумевает практически полную тактическую свободу действий. Перед каждой миссией игрок может прослушать развернутый брифинг, ознакомиться с картой, а также выбрать для себя подходящее вооружение и экипировку. Как и в Xtreme, здесь реализована возможность пользоваться легким транспортом, а также станковым вооружением.
В игре присутствует одиночный режим, кооперативный и многопользовательский. Последний напоминает многопользовательский режим другого проекта студии — Joint Operations: Typhoon Rising, но с уклоном в динамичные пехотные сражения.
Особенностью игры так же является предельно реалистичная боевая выживаемость — и компьютерные противники, и персонажи игроков умирают от одного-двух попаданий из любого оружия в любую часть тела. Безусловно, мгновенная смерть от попадания в конечность является игровой условностью, тем не менее, в реальных боевых условиях боец так же зачастую выходит из строя после любого проникающего огнестрельного ранения и более не может полноценно участвовать в боевом столкновении.

## Отзывы и критика
Игра получила смешанные отзывы. На Metacritic Delta Force: Xtreme 2 имеет среднюю оценку критиков в 40 баллов из 100. Схожую оценку игре дает российский портал Ag.ru — 40 %.